# Ransbach an der Holzecke
Ransbach an der Holzecke ist ein Gemeindeteil der Gemeinde Schnelldorf im Landkreis Ansbach (Mittelfranken, Bayern). Ransbach an der Holzecke liegt in der Gemarkung Haundorf.

## Geografie
Das Dorf liegt am Altweiherbach, einem rechten Zufluss der Ampfrach. Der Ransbacher Forst und der Brunnenschlag im Südwesten liegen auf dem Kesselberg-Kreßberg-Rücken, der Teil der Frankenhöhe ist. Eine Gemeindeverbindungsstraße führt nach Unterampfrach (2 km östlich) bzw. zur Kreisstraße AN 4 bei Schnelldorf (2,5 km nordwestlich).

## Geschichte
Ransbach lag im Fraischbezirk des ansbachischen Oberamtes Feuchtwangen. Im Jahre 1732 bestand der Ort aus sieben Anwesen. Die Dorf- und Gemeindeherrschaft hatte das Vogtamt Ampfrach. Grundherren waren das Vogtamt Ampfrach (6 Güter) und das Kastenamt Feuchtwangen (1 Häuslein). An diesen Verhältnissen änderte sich bis zum Ende des Alten Reichs nichts. Von 1797 bis 1808 unterstand der Ort dem Justiz- und Kammeramt Feuchtwangen.
Mit dem Gemeindeedikt (frühes 19. Jahrhundert) wurde Ransbach dem Steuerdistrikt Unterampfrach und der Ruralgemeinde Haundorf zugeordnet. Im Zuge der Gebietsreform in Bayern wurde Ransbach am 1. Januar 1972 nach Schnelldorf eingemeindet.

## Einwohnerentwicklung
| Jahr      | 001818 | 001840 | 001861 | 001871 | 001885 | 001900 | 001925 | 001950 | 001961 | 001970 | 001987 |
| Einwohner | 46     | 54     | 68     | 66     | 68     | 58     | 64     | 64     | 55     | 59     | 43     |
| Häuser    | 13     | 13     |        |        | 13     | 14     | 12     | 11     | 10     |        | 12     |
| Quelle    | [ 10 ] | [ 11 ] | [ 12 ] | [ 13 ] | [ 14 ] | [ 15 ] | [ 16 ] | [ 17 ] | [ 18 ] | [ 19 ] | [ 1 ]  |

## Religion
Der Ort ist seit der Reformation evangelisch-lutherisch geprägt und bis heute nach St. Sebastian und St. Veit (Unterampfrach) gepfarrt. Die Einwohner römisch-katholischer Konfession sind nach St. Ulrich und Afra (Feuchtwangen) gepfarrt.